# Uto (Kumamoto)
Uto (宇土市 -shi) é uma cidade japonesa localizada na província de Kumamoto.
Em 2003 a cidade tinha uma população estimada em 38 158 habitantes e uma densidade populacional de 514,47 h/km². Tem uma área total de 74,17 km².
Recebeu o estatuto de cidade a 1 de Outubro de 1958.